# Hunefer (Schreiber)
Hunefer war ein altägyptischer Beamter (Schreiber) und lebte zusammen mit seiner Frau Nasha während der 19. Dynastie des alten Ägyptens um 1310 v. Chr. Er hatte die Titel Schreiber der göttlichen Opfergaben und Aufseher des königlichen Viehs inne und war zudem Verwalter des Pharaos Sethos I.
Diese Titel weisen darauf hin, dass er bedeutende Verwaltungsämter innehatte und möglicherweise deshalb dem Pharao nahe stand. Dieser hohe Status von Hunefer spiegelt sich in der guten Qualität seines Papyrus des Hunefer wider, einer Kopie des Ägyptischen Totenbuches, die speziell für ihn hergestellt wurde. Dies und eine Ptah-Sokar-Osiris-Figur, in der der Papyrus gefunden wurde, sind die einzigen Objekte, die Hunefer zugeschrieben werden können. Der Ort seines Grabes ist nicht bekannt, aber er könnte in Memphis begraben worden sein.

## Papyrus des Hunefer
Der gut erhaltene Papyrus stellt eines der klassischen Textbeispiele und der Illustrationen des Ägyptischen Totenbuches dar und befindet sich heute im Londoner British Museum. Seine großen und klaren Abbildungen sind äußerst qualitätsvoll gezeichnet und bemalt. Die Vignette, die das Mundöffnungsritual illustriert, ist eines der berühmtesten Papyrusstücke in der Sammlung des British Museum und enthält zahlreiche Informationen zu diesem Teil der Bestattungszeremonie.

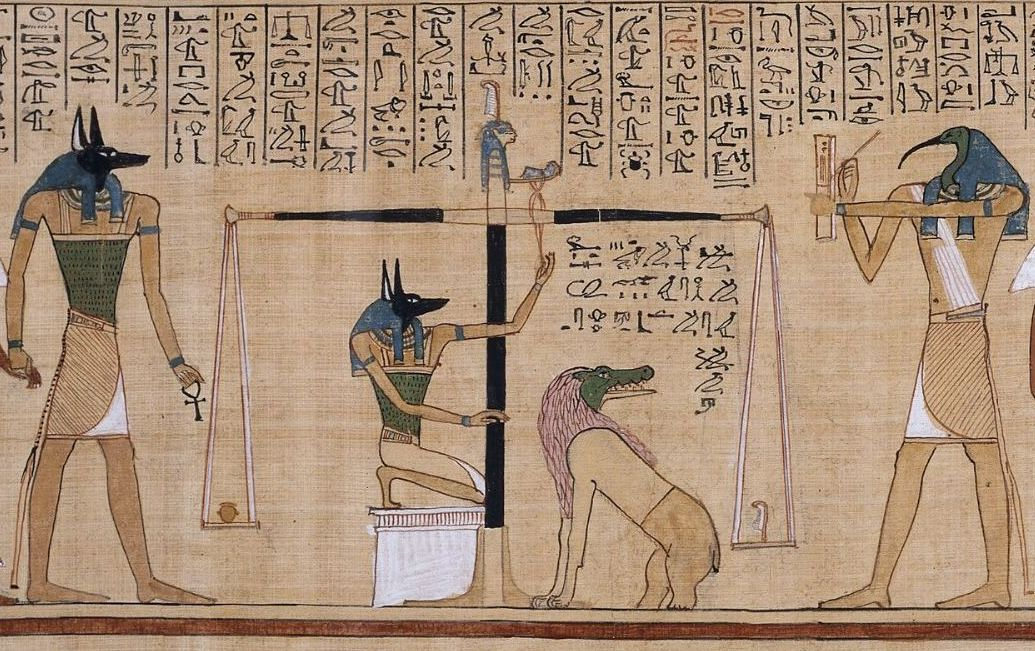
Papyrus des Hunefer – Wägung des Herzens.
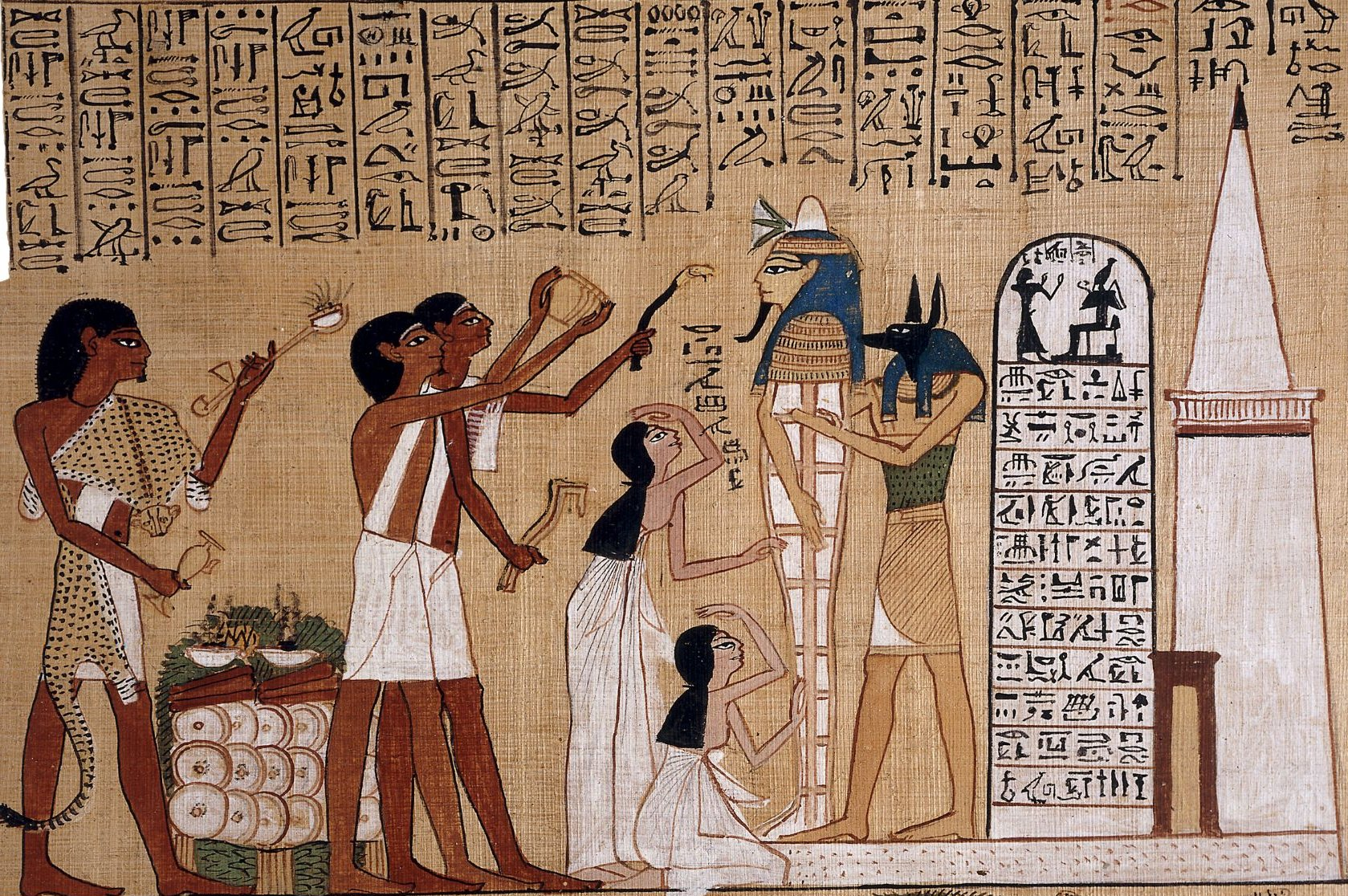
Papyrus des Hunefer – Mundöffnungszeremonie.

## Ptah-Sokar-Osiris-Figur
Das einzige bekannte Artefakt von Hunefers Grabausstattung ist eine vielfarbige Holzstatuette mit dem Namen des Verstorbenen, die den Gott Osiris-Sokar darstellt. Während der Beerdigung wurde der Papyrus des Hunefer aufgerollt und danach in ein Geheimfach auf der Rückseite dieser Statuette gelegt. Beides zusammen wurde anschließend in seinem Grab deponiert, das sich nach anderer Annahme einst in Luxor befand. Die Statuette mit ihrem Inhalt wurde Mitte des 19. Jahrhunderts von Plünderern entdeckt und von dem französischen Arzt und Sammler ägyptischer Altertümer Antoine Barthélémy Clot (1793–1868), der in Ägypten Clot Bey genannt wurde, gekauft. Dieser war damals bei der ägyptischen Regierung angestellt und verkaufte seinerseits per Auktion 1852 die Statuette und den Papyrus an das British Museum in London, nachdem er im April 1849 Ägypten verlassen hatte und nach Marseille gegangen war.